# Cultura de Pakistán

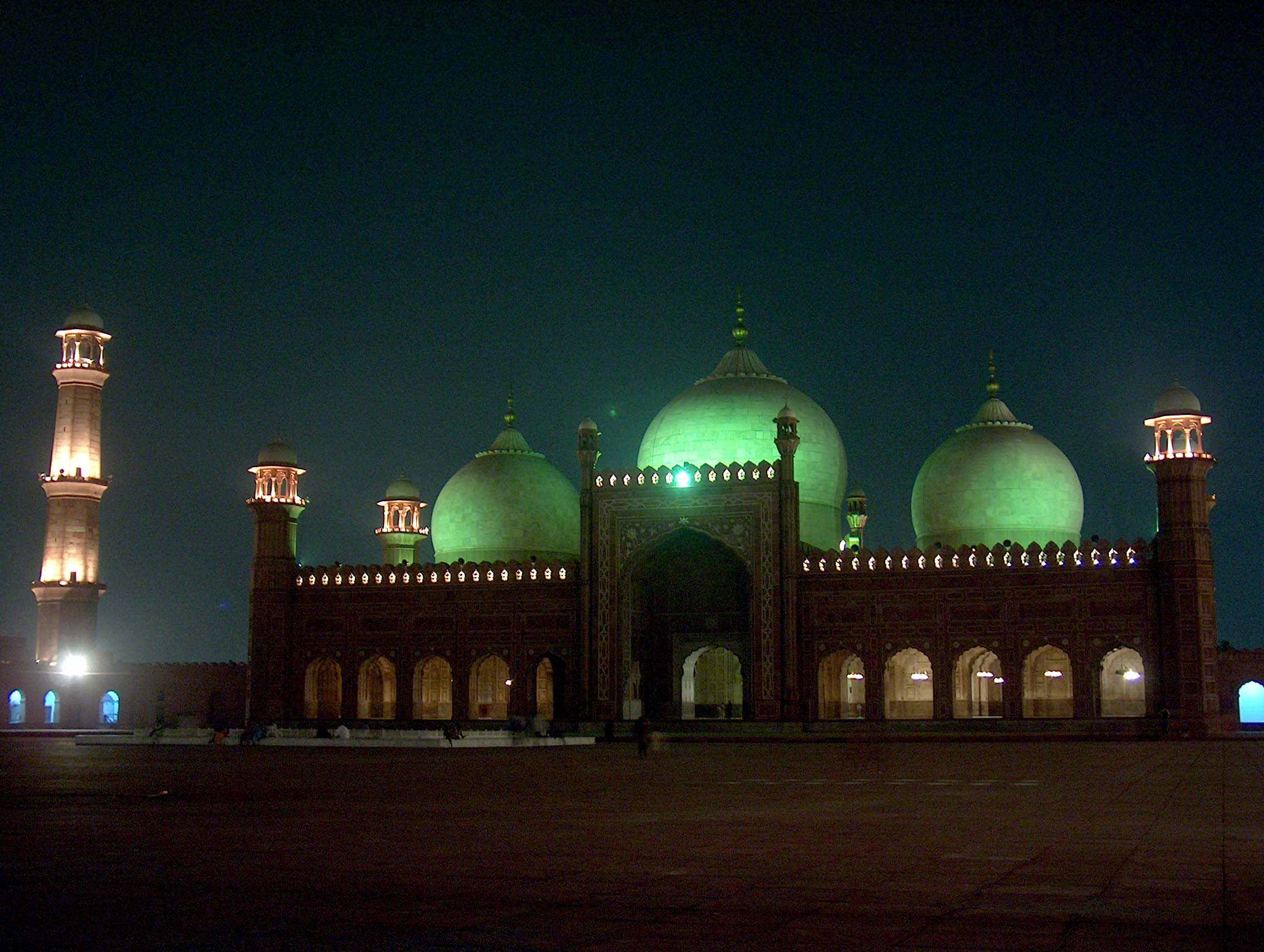
La mezquita Badshahi, construida por el emperador Aurangzeb.

La sociedad y cultura de Pakistán abarca numerosas y diversas culturas y grupos étnicos: los panyabíes, cachemiros, sindhis, y muhajirs en el este; las culturas tribales de los baluchi y pastún en el oeste; y las comunidades antiguas dardic y tajik en el norte. Estas culturas pakistaníes han sido influenciadas enormemente en las culturas de los países que la rodean, como los túrquicos, los persas, los afganos, los indios de Asia del Sur, de Asia Central y Oriente Medio.

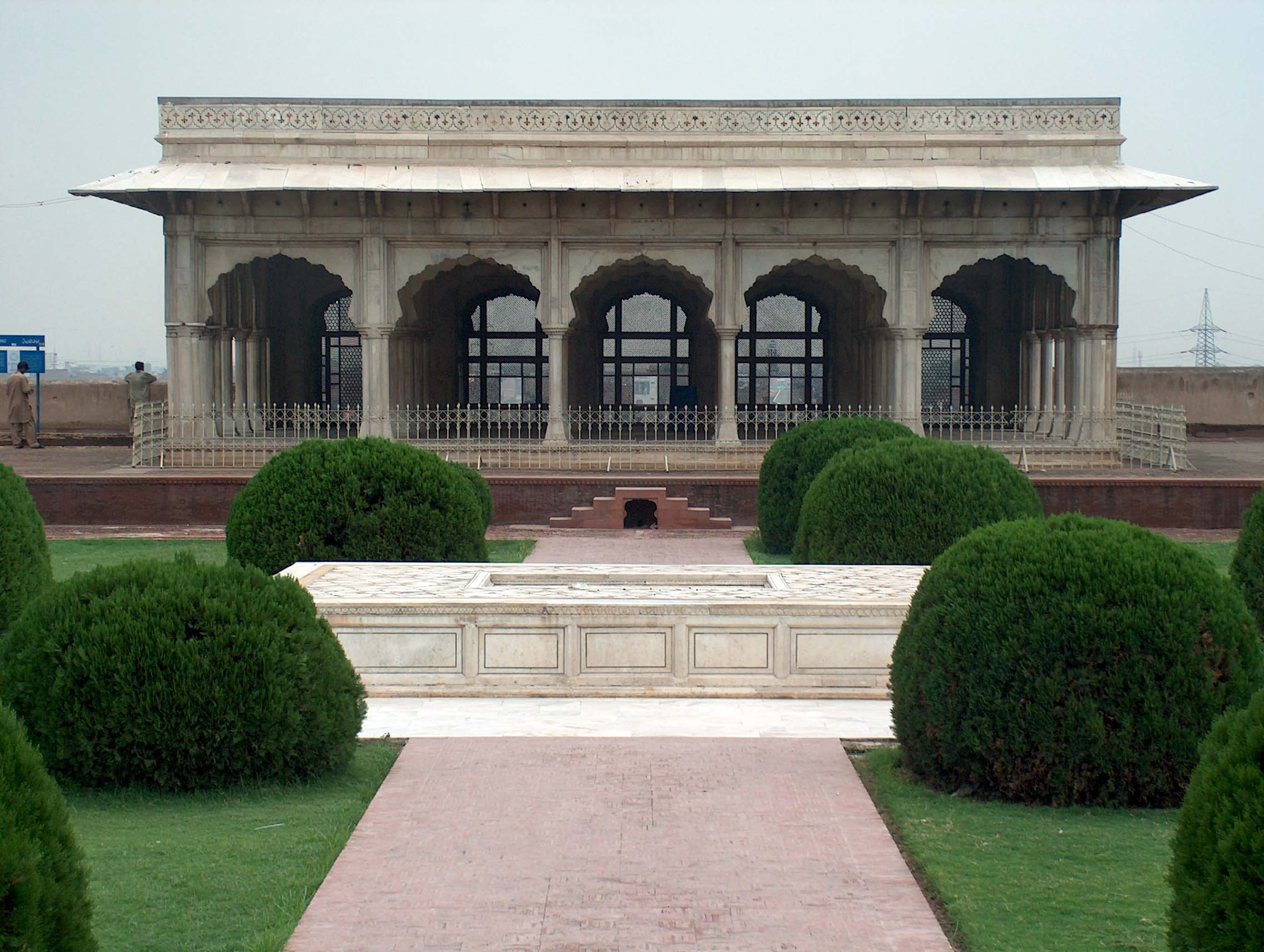
Diwan-e-Khas.

En la antigüedad, Pakistán era un importante centro cultural. Muchas de las prácticas y grandes monumentos han sido heredados de la época de los antiguos gobernantes de la región. Una de las influencias más grandes fueron las del Imperio aqueménida, del que Pakistán era parte. De hecho, los sátrapas de Pakistán fueron una vez los más ricos y los más productivos del Imperio persa. Otras influencias claves incluyen el Imperio afgano, el Imperio mogol, y luego, el Imperio británico.

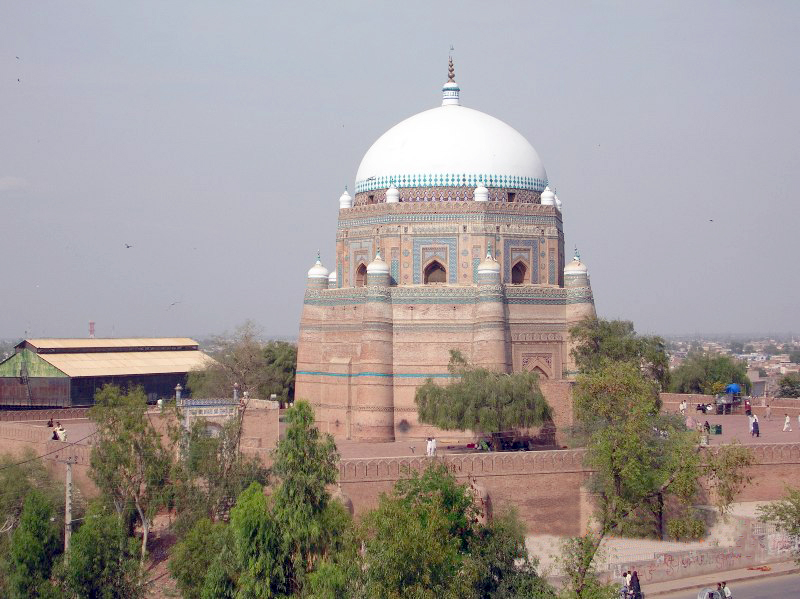
Bahauddin Zakariya.

Pakistán tiene un origen cultural y étnico que se remonta a la Cultura del valle del Indo, que existió entre el 2800 y el 1800 a. C., y fue notable por sus ciudades ordenadas, su saneamiento avanzado, excelentes caminos, y una sociedad estructurada. Pakistán ha sido invadida muchas veces en el pasado, y ha sido ocupada y colonizada por diferentes pueblos, cada uno de estos invasores dejó su huella en los habitantes actuales del país. Algunos de los grandes grupos fueron los arios, griegos, escitas, persas, hunos blancos, árabes, turcos, mongoles, afganos, budistas y otros grupos de Eurasia, incluyendo a los británicos, que se fueron a finales de los años cuarenta.
La región ha formado una unidad cultural distinta en el principal complejo cultural del sur de Asia, Oriente Medio, y Asia Central desde los primeros tiempos, y es análoga a la posición de Turquía en Eurasia. Hay diferencias en la cultura entre los diferentes grupos étnicos en vestimenta, alimentos, y religión, especialmente donde las costumbres de Arabia preislámica difieren de las prácticas islámicas. Sus orígenes culturales también revelan influencias de lugares distantes, como el Tíbet, Nepal, India y el este de Afganistán. Todos los grupos muestran grados variantes de influencias desde Persia, Turquía y Grecia helenística. Pakistán fue la primera región del sur de Asia en recibir un impacto entero del Islam y ha desarrollado una identidad distintia Islámica, históricamente diferente de áreas más al oeste.
La sociedad pakistaní es en extremo multilingüe, multiétnica y multicultural.